# 烏爾古里冰原島峰

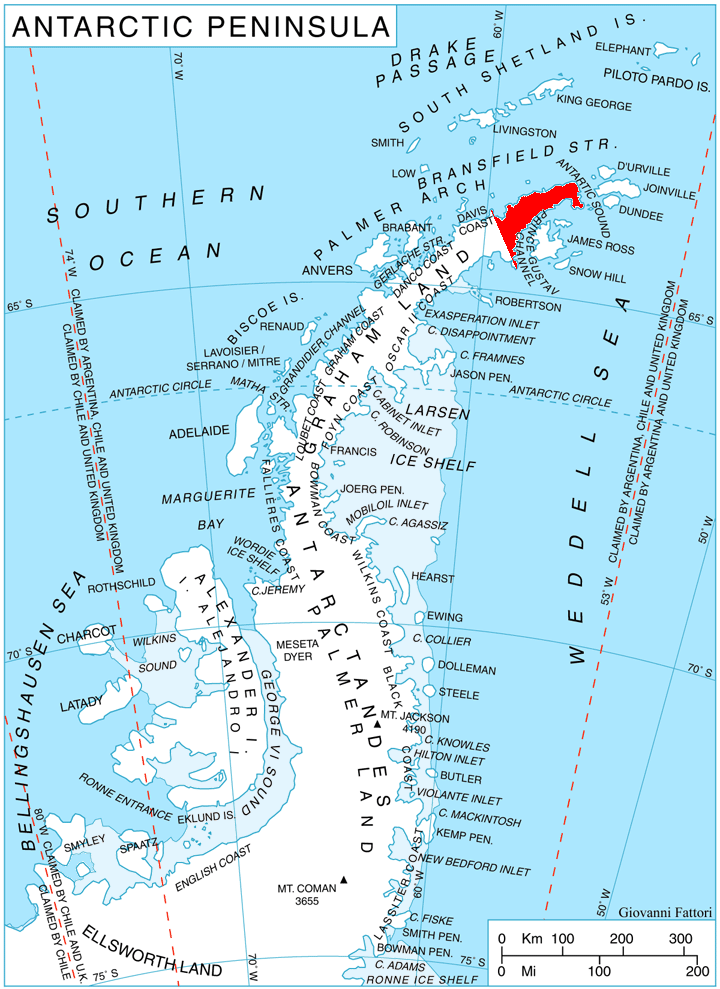

烏爾古里冰原島峰（英語：Urguri Nunatak）是南極洲的冰原島峰，位於特里尼蒂半島，處於阿布里特冰原島峰西北面2.49公里、經緯儀山以北3.72公里和菲達塞峰以南7.5公里，海拔高度560米，現時由南極條約體系管理。